# Zukra
Zukra lub zokra czy zoughara (arab. ‏زكرة‎) – libijski dęty instrument ludowy, wersja dud.

## Opis
Zukra jest stworzona z torby ze skóry koźlęcej lub koziej, metalowego ustnika i rurki z trzciny z dzwonkiem. Ma do 66 cm długości. W niektórych regionach instrument ten nie posiada torby ze skóry.
Na instrumencie gra się na ucztach, przyjęciach weselnych oraz na pogrzebach.

## Historia

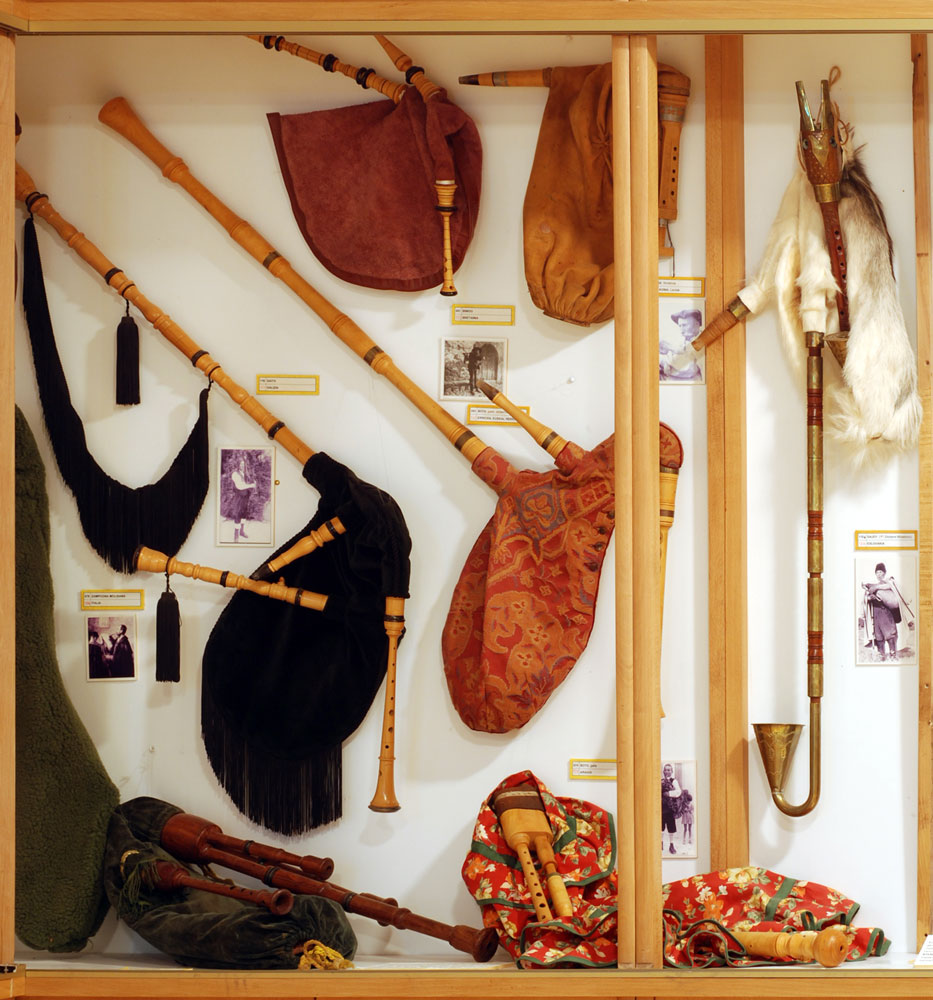
Zbiór dud w hiszpańskim muzeum Soinuenea.

Zukra była znana już w XIX wieku na terenie Turcji. Rozpowszechniła się również na tereny Tunezji i Algierii. Pojedynczy okaz został także odnaleziony na terenie Arabii Saudyjskiej (znajduje się on obecnie w Horniman Museum).
Obecnie stare egzemplarze tego instrumentu występują jako eksponaty w wielu placówkach muzealnych. Są to m.in. Metropolitan Museum of Art, Soinuenea, Pitt Rivers Museum, Muzeum Etnologiczne w Berlinie, czy w Narodowym Muzeum Szkocji, a także w bazie danych  Musical Instrument Museums Online (projekcie Europeany).

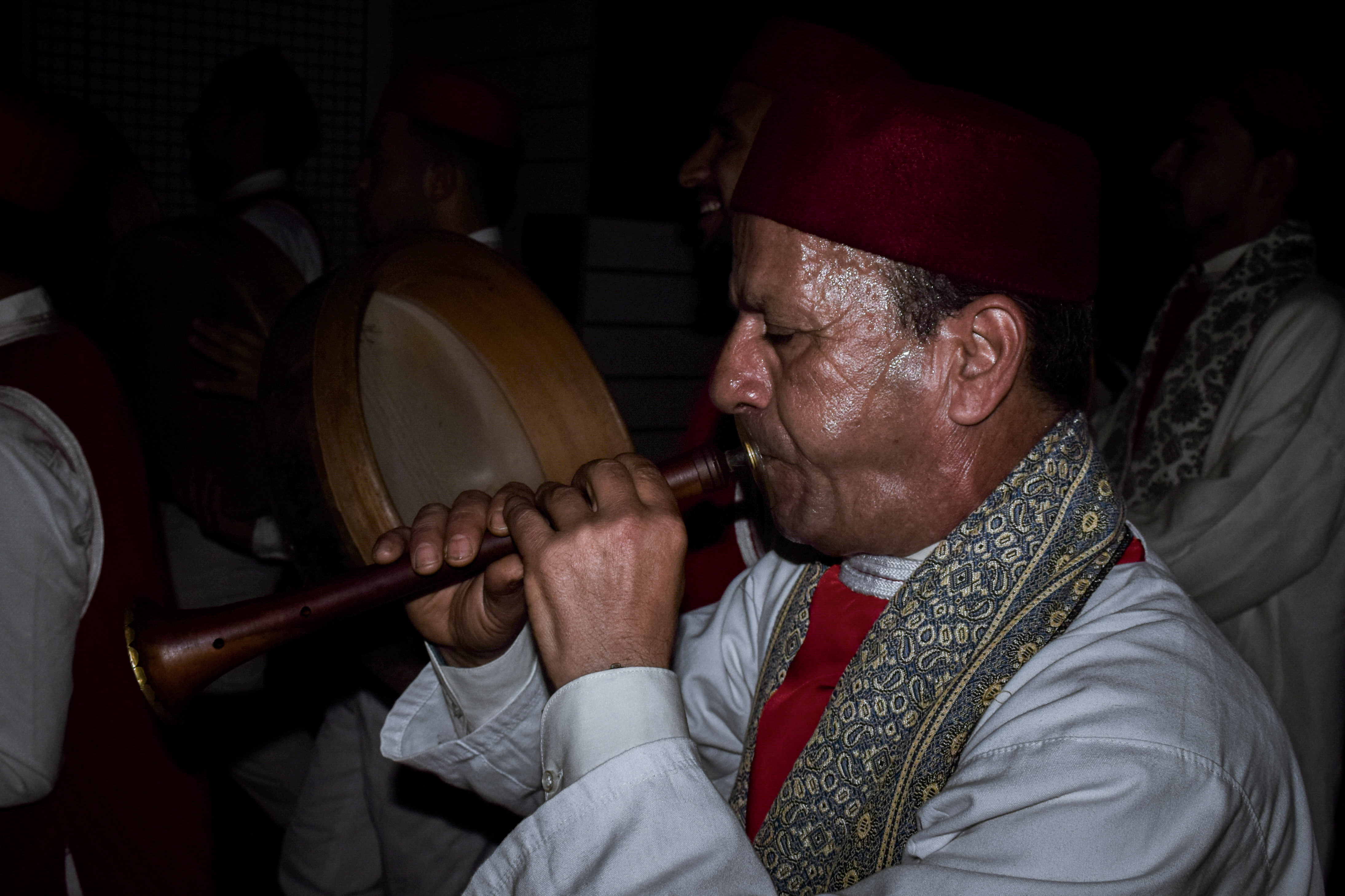
Tunezyjska zukra (surma)

## Podobne instrumenty
Tunezyjska zukra (lub zurna/surma) nie posiada torby ze skóry, jest mniejsza i ma większą skalę niż libijski instrument (który posiada tylko 4 otwory).
Mizwad (również z Tunezji) posiada podobną konstrukcję co sama zukra.